# Тасшоки
Тасшоки́ (каз. Тасшоқы) — село у складі Бухар-Жирауського району Карагандинської області Казахстану. Входить до складу Тогузкудуцького сільського округу.
Населення — 270 осіб (2021; 304 у 2009, 297 у 1999, 361 у 1989).
Національний склад станом на 1989 рік:
- казахи — 39 %;
- чеченці — 32 %.